# Rock That Body
"Rock That Body" é uma canção do quinto álbum The E.N.D. do grupo de hip hop Black Eyed Peas. 
A canção foi oficialmente lançado como o quarto single no mundo já nos EUA será lançado "Imma Be". A banda irá trabalhar com dois singles ao mesmo tempo.

## Videoclipe
O video clipe de "Rock That Body" foi uma inovação da banda. Além de trazer um clipe meio futurístico e cheio de efeito especiais o videoclipe é mesclado junto com outro single "Imma Be".
Tudo começa quando will.i.am está tentando formar alguma ideia para um novo vídeo clipe mas Fergie se desentende e sai nervosa com sua moto. Sofrendo uma queda da moto, Fergie começa a sonhar. Sonha realmente o novo clipe em questão, e dessa forma ela, em seu sonho, encontra-se num deserto. Ao acordar começa a tocar Imma Be. Ela vai a uma lanchonete e Will.i.am está lá quando ele dá uma carona até um ferro velho onde está Apl.de.Ap. e Taboo. Ao lado de um grande robô, eles são transportados a uma cidade que está toda parada e desanimada é aí que começa a tocar "Rock That Body", e com uma arma de som eles botam todos a dançar ao ritmo da música. Quando acaba o clipe, Fergie acorda caída no chão onde os demais componentes do grupo a socorre. Tudo o que passou foi um sonho dela até que então ela diz para Will.i.am: "Acabei de ter uma ideia para um vídeo" e eles ficam confusos.

## Desempenho nas paradas musicais
| Parada musical (2010)                | Melhor posição |
| ------------------------------------ | -------------- |
| Alemanha - Alemanha Singles Top 100  | 10             |
| Austrália - Parada de Singles        | 8              |
| Canadá - Canadian Hot 100            | 41             |
| Estados Unidos - Billboard Hot 100   | 9              |
| Bélgica - Belgium Singles Top 50     | 4              |
| Portugal - Portugal Singles Top 50   | 5              |
| Áustria - Austria Singles Top 75     | 7              |
| França - France Singles Top 100      | 8              |
| Austrália - Australia Singles Top 50 | 8              |
| Irlanda - Ireland Singles Top 50     | 48             |